# 포켓몬스터 애니메이션의 등장인물 목록
다음은 애니메이션 〈포켓몬스터〉의 등장인물 목록이다.

## 메인 캐릭터

### 여러 시리즈
사토시(한지우)
- 등장 시기: 무인편, AG, DP, BW, XY, SM, W, MP
- 성우: 마츠모토 리카 / 타케다 하나(W 6살 시절) / 최덕희(무인편) / 이선호(AG ~ )

이 작품의 주인공.
태초마을 출신으로 포켓몬을 받아야 하는 날에 늦잠을 자버리는 바람에 남아있던 피카츄를 파트너로 선택할 수 밖에 없었다.
포켓몬을 사랑하고, 또 포켓몬을 위해서라면 몸이 상하는 걸 마다하지 않는다.
최고의 포켓몬 마스터를 꿈꾼다.
SM 139화에서 마침내 알로라 역사상 최초의 챔피언으로 등극한다.
일본편 이름 '사토시'는 포켓몬스터를 만든 '타지리 사토시'의 이름을 따서 만들었다고 한다.
영어판 이름 Ash는 사실 일본판 이름 Satoshi에서 s'A'to'SH'i 와 같이 A, S, H를 따 와 지은 이름이라고 한다.
또한 애니메이션에서의 과장된 힘으로 인하여 '초마사라인'이라는 별명과 만화 '드래곤볼'의 손오공이라는 캐릭터의 아들이라는 말이 있다.
W 기준 소지 포켓몬은 피카츄, 망나뇽, 팬텀, 루카리오, 어래곤, 가라르 리전폼 창파나이트이다.
피카츄
- 등장 시기: 무인편, AG, DP, BW, XY, SM, W, MP
- 성우: 오오타니 이쿠에/정윤정

지우의 파트너.
쥐 포켓몬. 라이츄로 진화하길 싫어하며 라이츄로 진화하지 않고도 강해지길 원한다.
몬스터볼에 들어가기도 거부한다.
태초마을의 지우와 함께 모험을 하는 중.
처음에는 지우랑 만났을 때 말도 듣지 않았지만 위기에 처했을 때 친해졌다.
전기타입 포켓몬과 전기로 대화할 수 있으며 다른 포켓몬에 비해 파워와 스피드가 월등히 높다.
지우가 위기에 처하면 언제나 마지막에 대활약을 한다.
W 시리즈 13화에서는 거다이맥스한 갈가부기와 싸울때 다이맥스밴드 없이 거다이맥스해서 다이스틸과 거다이만뢰로 갈가부기를 쓰러뜨린다.
그리고 단델의 거다이맥스리자몽과 배틀하지만 패배한다
또 W 시리즈 132화에서는 단델의 리자몽을 쓰러트린다.
타케시(웅)
- 등장 시기: 무인편, AG, DP, SM, W(스페셜 에피소드), MP
- 성우: 우에다 유우지 / 구자형(무인편) / 변영희(AG, DP, 극장판 재더빙판) / 김영선(SM) / 황창영(극장판 포켓몬스터: 뮤츠의 역습 EVOLUTION, W, MP)

바위타입을 주로 다루며, 회색체육관 관장이었으나 포켓몬 매니저가 되면서 둘째에게 체육관을 물려주게 된다.
기구나 탈것조작, 요리, 길찾기 등을 잘하고 포켓몬에 대한 애정이 지우 못지않게 뛰어나다.
지우가 애니에서 한 대사중에 "웅이는 늘 밥을 해줬어"가 유명하다.
여자 버릇이 심하다. 특히 여경, 간호순 누나를 보면 얼굴이 빨개진다.
오렌지제도, BW, XY에서는 출연하지 않았지만 나중에 나온다.
마지막 출연 기준으로 소지 포켓몬은 '럭키, 꼬지모, 삐딱구리'.
SM에서 최이슬과 같이 42화에서 재등장.

### 무인 시리즈
카스미(최이슬)
- 등장 시기: 무인편, AG, SM, MP
- 성우: 이이즈카 마유미 / 지미애(무인편) / 여민정(SM, MP)

물타입 체육관인 블루시티의 체육관관장. 벌레타입 포켓몬을 제일 싫어한다.
물타입 포켓몬들을 좋아하나 갸라도스는 예외였다. 그러나 무인편 사이드스토리 편에서 갸라도스로 인한 트라우마를 극복하고 갸라도스를 파트너로 맞이한다.
AG 2기에서 지우 일행과 재회하며 늘 데리고 다니던 토게피가 토게틱으로 진화하여 자기 친구들을 괴롭히는 사람을 혼내주고 토게피의 낙원을 지키기 위해 이슬과 헤어진다.
AG, 2기 4기에 잠깐 특별출연하나 그 후에 신오지방, 하나지방, 칼로스지방에는 출연하지 않지만 나중에 SM에서 나온다.
소지 포켓몬은 코산호, 갸라도스, 루리리.
SM에서 웅이와 같이 42화에서 재등장.
켄지(관철)
- 등장 시기: 무인편, AG, MP
- 성우: 세키 토모카즈 / 이영주(오렌지리그) / 이선(금은편) / 오인성(AG) / 신용우(W)

많은 사람들이 관찰이로 알고 있지만 포켓몬 공식 사이트에 관철이라고 나와있다.
포켓몬을 관찰해서 종이에 그리는 것을 좋아하며, 오박사를 굉장히 존경하여 오렌지 제도에서의 여행이 끝난 후 지금은 오박사의 연구소에서 조수로 일하고 있다.
관찰하고 싶은 포켓몬이나 풍경을 발견하면 '관찰하겠습니다'라고 말하고 스케치를 시작하는 말버릇이 있다.

### AG 시리즈
하루카(봄이)
- 등장 시기: AG, DP, W
- 성우: KAORI / 서혜정(AG, 극장판 재더빙판) / 지미애(극장판)

등화체육관 관장의 장녀이며 동생으로 마사토(정인)가 있다.
스타팅 포켓몬은 아차모이며 먹을거리를 좋아한다.
톱 코디네이터를 목표로 하고있다.
신오지방 윤진컵(DP)에는 잠깐등장하나 그후로 등장하지 않으며 하나지방에는 등장하지 않지만 나중에 나온다.
포켓몬스터 W에서 재등장했다.
마사토(정인)
- 등장 시기: AG, W
- 성우: 야마다 후시기 / 김서영(AG 1~2기) / 문남숙(AG 3~4기, 극장판 재더빙판)

봄이의 동생으로 나이에 비해서 영리하고 봄이보다 꼼꼼하고 똑똑하지만 약간 시건방진하고 쿨한 성격. 어려서 포켓몬을 가질 수는 없지만 지우 일행의 여행에 따라나선다.
지우가 등화체육관 시합에서 이겼을 때 아버지 정길이 진 것에 분함을 느껴 뱃지를 받지 못하게 하려고 했으나 정길로부터 충고를 듣고 지우의 승리를 인정한다.
신오지방, 하나지방과 칼로스 지방은 등장하지 않지만 나중에 나온다.
(아름다운 소원의 별 지라치)에서도 나와, 지라치와 친해진다.

### DP 시리즈
히카리(나빛나)
- 등장 시기: DP, BW, W
- 성우: 토요구치 메구미 / 정미숙(DP, W) / 김현지(BW)

톱 코디네이터를 목표로 하고 있다.
언제나 입버릇으로 '다이죠~부!/괜찮아!를 말하지만 그럴때마다 안 좋은일이 생긴다.
긍정적이고 상큼발랄한 성격.
BW2에서는 포켓몬 월드 토너먼트 주니어 컵에 참여하기 위해 지우 일행과 일시적으로 동행한다.
오박사와 오바람보고 각각 센류하는 사람, 센류하는 사람의 손자라 부른다.
폿챠마(팽도리)
- 등장 시기: DP, BW, W
- 성우: 코자쿠라 에츠코 / 이영란(DP) / 문남숙(W)

빛나의 파트너. 빛나와 함께 포켓몬 콘테스트에서 많은 활약을 하고 있다.
진화를 거부하기 때문에 언제나 변함없는 돌을 지니고 있다

### BW 시리즈
아이리스
- 등장 시기: BW, W
- 성우: 유우키 아오이 / 장경희 / 미연

드래곤마스터를 목표로 하는 여자아이. 용의 마을 출신. 야생적인 스타일로 나무 위를 뛰어다니거나 넝쿨을 타고 이동하기도 하며, 운동신경이 좋다.
긴 머리카락 속에 터검니를 넣고 다닌다. '~하다니 역시 어린애라니까'라는 말을 자주 한다.
덴트
- 등장 시기: BW, XY&Z, MP
- 성우: 미야노 마모루 / 남도형

성신시티 체육관 관장이었으나 지우 일행과 여행을 하고 있다. 포켓몬 소믈리에로 A클래스에 속한다. 요리를 굉장히 잘 하며 배틀실력도 뛰어나다. '지금은 맛보기 시간'이라는 말을 자주 한다. XY&Z 마지막의 재등장해서 시트론과 동행하는 모습이 나왔다.

### XY, XY&Z 시리즈
시트론
- 등장시기: XY, XY&Z, W
- 성우: 카지 유우키 / 심규혁

미르체육관 관장이다. 현재 체육관은 자신이 발명한 시트로이드에게 빼앗기고 만다. (나중에 9화에서 돌려받음) 달리기 할 때는 뒤쳐진다. 그리고 체력이 매우 약하고 쿨한 성격. "과학이 미래를 개척하는 시대!"라는 말버릇이 있으며 신기한 메카를 발명하지만 항상 오작동을 일으켜 터져버리는 성질이 있다.
포켓몬은 파르빗, 도치마론, 렌트라이다.
유리카
- 등장시기: XY, XY&Z, W
- 성우: 이세 마리야(XY 1화 ~ 86화, XY&Z 8화 ~ 49화) / 카나이 미카(XY 87화 ~ XY&Z 7화) / 조경이

시트론의 여동생. 아직 어리기 때문에 소지하는 포켓몬은 없다. 그래서 시트론의 포켓몬 데덴네는 유리카 자신이 키운다. 말랑이라고 불리는 지가르데 코어를 데리고 있었으나 말랑이는 미르시티와 칼로스 지방을 혼돈케 하던 플레어단을 격파하고는 사라진다.
세레나
- 등장시기: XY, XY&Z, W
- 성우: 마키구치 마유키 / 김현지 (XY 1화 ~ 86화, XY&Z 1화 ~ 5화)→ 신나리 (XY&Z 6화 ~ 49화 )

어렸을 때, 지우의 도움을 받고 지우를 좋아하게 된다.
TV에서 지우의 모습을 보고 지우를 만나러 갔다가 같이 여행을 한다. 처음에는 꿈이 없었으나 나중에 '포켓몬 퍼포머'라는 꿈을 가지게 되었다. XY 최종화에서 자신의 꿈을 이루기 위해 호연지방으로 떠났다. 포켓몬은 테르나, 판짱, 님피아이다.

### SM 시리즈
릴리에
- 등장시기: SM, W
- 성우: 신도 케이 / 윤아영

포켓몬을 좋아하지만 4년전에 있었던 일(울트라 비스트) 때문에 포켓몬을 만지지 못했지만 여러 포켓몬을 만지면서 성장한다. 이제는 완전히 만질 수 있게 되었다. 지금은 행방불명된 아버지를 찾고 있다.
카키(키아웨)
- 등장시기: SM, W
- 성우: 이시카와 카이토 / 정주원

아칼라 섬의 왕의 손자다. 불꽃 타입 포켓몬을 좋아하고 '벨라 화산의 불꽃 처럼'이라는 말을 자주 사용한다. 성격은 진지하지만 여동생 앞에서는 애교를 부린다. Z링을 제일 먼저 얻었고, 지우만을 라이벌로 생각했으나 나중에는 글라디오도 라이벌이라고 한다. W에선 고우의 레비풋과 배틀을 해서 이겼다.
마오
- 등장시기: SM, W
- 성우: 우에다 레이나 / 김율

밝고 활동적이고, 풀 타입 포켓몬을 좋아한다. 아빠가 식당을 운영해서 요리를 잘한다. 오빠는 수행을 떠났으나 돌아온다. 숲에 사는 하랑우탄을 선생님이라고 부른다. 어딜 갈 때도 적극적이고, 사교적이다. 다른 애들이 여행을 갈 때 자신은 아빠 식당을 돕고 있다. 지우와 고우의 꿈을 적극적으로 응원해준다.
수련
- 등장시기: SM, W
- 성우: 키쿠치 히토미 / 김하영(1~2기) / 강은애(3기, W)

물 타입 포켓몬을 좋아하고, 낚시를 좋아해서 낚시를 자주 한다. 가이오가를 낚은 적이 있고, 수영도 잘한다. Z링을 여자 캐릭터 중에서 제일 먼저 얻었다. 마지막에는 아빠랑 마나피를 찾으러 가다 나중에 돌아온다. W에선 낚시를 하다 바다의 빠진 고우를 낚아준다.
마마네
- 등장시기: SM, W
- 성우: 타케쿠마 후미코 / 송하림

전기 타입 포켓몬을 좋아하고, 먹는 것을 좋아한다(특히 키아웨 집 아이스크림). 기계랑 컴퓨터를 잘해서 포켓몬 스쿨에도 자주 가지고 왔다. 체력은 약하지만 웬만해선 포기할 줄 모른다. 호연 지방에 있는 우주 센터에 가다 다시 돌아온다.
로토무 도감
- 등장시기: SM, W
- 성우: 나미카와 다이스케 / 정주원

3화부터 등장한 포켓몬 도감. 지우와 친구들에게 포켓몬과 그 포켓몬에 대해 자세히 알려준다. 하늘을 날 수 있고, 처음에는 물을 무서워했지만 적응했다. 지금은 에테르 파라다이스에서 일하고 있다.

### W 시리즈
고우
- 등장시기: W
- 성우: 야마시타 다이키 / 신도 케이(6살 시절) / 송하림

W의 또다른 주인공이다. 32화에서 다른 친구가 있다는 것이 밝혀졌다. 6살 때 뮤를 보고 뮤를 잡는 것이 꿈이다.그후 염버니를 잡고 나서는 모든 포켓몬을 잡는게 꿈이 되었다. 포켓몬에 관한 지식이 많고 부모님이 모두 프로그래머여서 컴퓨터도 잘한다. 포켓몬을 발견하면 무조건 몬스터볼을 던진다. 잡을 때까지 포기하지 않고 계속 던진다.
염버니→래비풋→에이스번
- 등장시기: W
- 성우: 하야시바라 메구미 / 장예나

5화에서 고우의 파트너가 되고 지금까지 고우와 함께 모험을 떠나고 있다. 좋은 활약을 보여주고 있지만 관종짓을 많이 한다(10화의 미뇽의 허물을 뒤집어 쓴것, 14화의 함정 스위치를 누르려는 것 등등). 고우의 말을 잘 듣지만 17화에서 진화하고 고우의 말을 듣지 않았지만 22화에서 고우와 화해했다. 45화에서 올리브와 배틀하는 도중 진화했다.
코하루(채하루)
- 등장 시기: W
- 성우: 하나자와 카나 / 윤은서

포켓몬 박사인 채박사의 딸이고, 고우와 소꿉친구다. 포켓몬에 대한 거부감이 있지만 31화 이후 포켓몬을 좋아했다. 지우와 고우가 같이 모험을 떠나자고 제안하지만 계속 거절한다. 지우한테도 거부감이 있었지만(물론 첫 만남부터 좋지 않았다.), 31화 이후 완전히 친해진다. 고우한테 근처에 포켓몬이 있는 것을 알려준다(20화). 49화에는 특별한 이브이의 만남을 계기로 포켓몬 트레이너가 되어 둘과 함께 합류하게 된다.
멍파치
- 등장 시기: W
- 성우: 이누야마 이누코

하루의 집과 채박사 연구소에 사는 포켓몬으로 하루를 가장 좋아하고 잘 생각한다. 친구를 지키려는 마음이 강하다. 29화에는 하루와 멍파치의 과거가 밝혀진다. 나중에 49화에서 채박사의 포켓몬임이 밝혀진다(물론 하루가 이브이의 포획으로 인해 파트너가 아니된 것이지만 말이다.).

### LR 시리즈
리코
- 등장시기: LR
- 성우: 스즈키 미노리 / 이지현

팔데아지방 출신의 트레이너로 특별한 펜던트를 지니고 있다.
나오하→나로테→마스카나
- 등장시기: LR
- 성우: 하야시바라 메구미

리코의 첫 파트너 포켓몬으로 석영학원에서 받게 된다.
로드(로이)
- 등장시기: LR
- 성우: 테라사키 유카 / 이새벽

동성지방 출신의 트레이너로 어느 외딴 섬에서 살고 있으며 수수께끼의 몬스터볼을 소지하고 있다. 모험을 동경해 전설의 포켓몬과의 만남을 꿈꾸는 모험가가 되는 게 목표이다.
뜨아거→악뜨거
- 등장시기: LR
- 성우: 야마시타 다이키

로이의 파트너 포켓몬.
도트
- 등장 시기: LR
- 성우: 아오야마 요시노 / 조현정

정보수집 담당. 파트너는 꾸왁스. 머독의 조카딸. 타르링의 정체.
꾸왁스→아꾸왁
- 등장시기: LR
- 성우: 나미카와 다이스케

도트의 파트너 포켓몬.
우르토(울트)
- 등장 시기: LR
- 성우: 후지와라 나츠미

90화부터 등장. 로이의 라이벌로 보고 있고, 어떻게든 트집을 잡는다. 말버릇은 '메가'.
깜까미
- 등장시기: LR
- 성우: 사쿠라 아야네

울트의 파트너 포켓몬.

## 라이벌

### 지우의 라이벌
오바람(시게루)
- 등장 시기: 무인편, AG, DP, W, MP
- 성우: 코바야시 유코 / 이선주(무인편) / 우정신(AG) / 이영란(DP) / 임윤선(W)

오박사의 손자로, 파트너는 거북왕이며 주변에는 항상 '파이팅! 파이팅 오바람!'이라고 응원하는 여자들이 있다. 무인편에서 지우의 라이벌로 자주 등장했으며 무인편 이후에서도 가끔 모습을 보인다. 지우에게는 항상 이겼으나 금은편 포켓몬리그에서 진다. 태초마을에서 함께자란 지우의 어릴적 친구 즉 소꿉친구이기도 하다.
성도리그 이후에는 포켓몬리그에 나가지 않고 포켓몬 연구자가 된다.
신오지방에서는 지우에게 도움을 주기도 한다.
DP 출연 기준으로 소지 포켓몬은 거북왕, 두트리오, 블래키, 에레키블이다.
훈이(히로시)
- 등장 시기: 무인편
- 성우: 타카야마 미나미 / 김정애(무인편) / 이선(금은편)

지우의 첫 번째 여행친구 (지우와 매우 친밀한사이) 이자 라이벌로 지우와똑같이 피카츄가 파트너이다. 관동지방 상록시티 출신이다.
지우랑 여러면으로 비슷하고 생김새도 다르다. 지우가 세계제일 포켓몬마스터가 되는게 꿈이라면 훈이는 우주 제일의 포켓몬 마스터가 되는게 꿈이다.
석영리그에서 리자몽이 잠드는 바람에 지우에게서 이겼다. 석영리그가 막을 내린 후 여행을 떠나나 극중 여행하는 도중에 지우와 만나 등장하며 마음씨가 착하고 지우를 많이 도와준다.
성도지방 소용돌이 제도에서 지우와 재회하며 로켓단들로부터 아기 루기아를 구해낸다.
훈이는 자신의 포켓몬을 원래 이름을 부르지 않고 자신이 지어낸 이름으로 부른다. 예를 들어 파이리를 지포라고 부른다.
데기라스를 가지고 있어서 나중에 마기라스를 갖고 지우와 재회할 줄 알았지만 이후 나타나지 않고 번외판에서만 조용히 등장했다.
호연지방, 신오지방, 하나지방에서는 등장하지 않는 것으로 보아 수련을 하고 있거나 고향인 상록시티로 돌아간 것 같다.
휘웅(하즈키)
- 등장 시기: 무인편
- 성우: 토리우미 카츠미

성도리그에서 지우와 처음 만났으며 번치코가 파트너이다. 호연지방 미로마을 출신이다.
털보박사의 부탁을 받고 호연지방에서는 볼 수 없는 희귀한 포켓몬을 보러 온 것이다.
성도리그 결승 토너먼트에서 지우를 이겼으나 그 이후 준결승전에서는 번치코가 피로가 쌓여 출전하지 못하게 되는 바람에 패배당하고 만다.
지우가 호연지방으로 여행을 시작하는 계기를 마련한 장본인이기도 하다.
정원(마사무네)
- 등장 시기: AG
- 성우: 노자와 마사코 / 이영란

호연지방 잔디마을 출신이다. 항상 커다란 주먹밥을 들고 다닌다. 어떤 것이든 지우한텐 뒤지고 싶어하지 않는 성격이다.
항상 정신력을 강조한다.
소지 포켓몬은 메탕구, 가디, 대짱이, 강철톤, 글라이거, 키링키이다.
철희(테츠야)
- 등장 시기: AG
- 성우: 노지마 켄지 / 김기흥

호연지방 보라시티 출신이다. 봄이랑 똑같이 먹는 걸 좋아한다. 어느 눈 오는 날 나옹이 무리들의 대장을 정하는 시합으로 페르시온과 시합하다 다치는 걸 보고 재활치료로 장화를 신긴다. 이후에도 이 나옹은 무리로 돌아갔지만 쫓겨났고 그때부터 철희는 나옹을 데리고 다닌다. 호연리그 결승 토너먼트에서 나옹으로 지우의 피카츄를 꺾고 올라가 호연리그에서 우승을 차지한다.
소지 포켓몬은 나옹, 나무킹, 메타그로스, 다탱구, 하리뭉, 코리갑이다.
진철(신지)
- 등장 시기: DP, W
- 성우: 후루시마 키요타카 / 문남숙 → 신용우(DP,W)

신오지방에서의 지우의 라이벌로 진환이라는 형이 있다. 장막시티 출신. 오로지 자신의 포켓몬을 강하게 키우는 것이 목표이며 강한 포켓몬만을 좋아한다.
포켓몬을 잡으면 포켓몬 도감으로 포켓몬의 기술을 확인하여 쓸만하면 데려가고 쓸모없다고 여겨지면 버린다.
포켓몬의 기술과 특성에 대한 전략을 잘 짜서 지우와의 시합에서 항상 이긴다. 신오리그에서 지우에게 진다.
이후 지우와 화해한 후, 자신의 고향으로 돌아간다.
마지막 출연 기준으로 시합에 내보낸 포켓몬은 보스로라, 트리토돈, 드래피온, 아이스크, 눈여아, 에레키블이다.
용식(쥰)
- 등장 시기: DP
- 성우: 스즈키 타츠히사 / 오인성

떡잎마을 출신이다. 성질이 급한 편이다. 항상 진철이랑 만나길 고대한다. 자기 눈에 거슬리는 일이 생기면 "벌금이야~!"라는 입버릇이 있다. 첫 만남을 가진 이후 신오리그에서 진철이와 시합을 하나 단 한 번도 이기지 못하고 완패한다.
강평(코헤이)
- 등장 시기: DP
- 성우: 미토 코조 / 양석정(1기) / 신용우(2~5기)

연고시티 태그시합 대회에서 지우 일행과 처음 만나게 된다.
두뇌가 명석하며 시합을 할 때에는 항상 상대의 전략을 파악한다.
허를 찌르는 지우의 전략 앞에서 기껏 세워 둔 트릭룸 전략이 무너져버린다.
슈티
- 등장 시기: BW
- 성우: 와타나베 아케노 / 김현지

하나지방에서 지우의 라이벌 중 한 명. 파트너 포켓몬은 샤로다이다. 배틀 실력도 좋고 판단 능력도 좋다. 하지만 건방지고 자만심많은 성격 때문에 배틀에서 자주 패배한다. 하지만 이길 때는 결승까지 올라가는 일이 종종있다. 하나리그 예선에서 지우의 피카츄한테 패배한다.
벨
- 등장 시기: BW
- 성우: 이토 시즈카 / 김현지

하나지방에서의 지우의 라이벌 중 한 명. 파트너 포켓몬은 염무왕이다. 배틀 실력도 좋은 편 이지만 급한 성격과 약한 판단력 때문에 배틀에서 자주 패배한다.이길때는 꼭 2번 이상 이긴다. 말이 많아서 '하나지방에서 가장 시끄러운 사람'이라는 말까지 들었다. 포켓몬에 대한 관심이 많고 덜렁거려서 등장할 때 마다 넘어진다. 심지어 지우까지 물에 자주 빠뜨린다.
케니언
- 등장 시기: BW
- 성우: 와키 토모히로 / 신용우

하나지방에서의 지우의 라이벌 중 한 명. 파트너 포켓몬은 타격귀다. 몸집이 크고, 배틀 실력도 좋다. 툭하면 케니오, 케니어 등등으로 이름을 잘못 불린다. 지우처럼 먹는 것을 좋아해서 먹는 것으로 지우와 대결을 하기도 했다.
철이
- 등장 시기: BW
- 성우: 우치야마 코우키 / 신용우

하나지방 결승 토너먼트에서 지우와 시합한다. 머리에 쓴 띠를 부딪히며 어떻게 대처할지 생각해낸다. 항상 촐랑대는 성격 탓에 하나리그 출전을 위한 등록을 못할뻔 했다. 덜렁이라서 결승 토너먼트에서 지우와 시합할 때 5대5인줄 알고 5마리로 시합했다. 리오르 한 마리만 남았을 때 리오르가 루카리오로 진화하여 간신히 이기나 준결승전에서는 이브이즈 3마리에게 완패한다.
버질
- 등장 시기: BW
- 성우: 카지 유우키 / 김영선

티에르노
- 등장 시기: XY
- 성우: 카츠 안리 / 신용우

트로바
- 등장 시기: XY
- 성우: 후지이 미나미 / 이지현

승태(쇼타)
- 등장 시기: XY
- 성우: 오오타니 이쿠에 / 안영미

알랭(아란)
- 등장시기: XY 최강 메가진화, XY&Z
- 성우: 오노 켄쇼 / 엄상현

메가 진화를 할 수 있으며, 리자몽을 가지고 있다. 지우의 개굴닌자가 가진 특별한 힘에 관심을 갖고 있으며 플레어단을 돕다 나중에 대립하나 플레어단의 잘못을 깨닫고 돌아서서 지우의 편에 선다.
글라디오
- 등장시기: SM, W
- 성우: 오카모토 노부히코 / 심규혁, 김율(어린 시절)

릴리에의 오빠. 애테르제단의 대표 루자미네의 아들이다. 4년 전에 있었던 일 때문에 울트라비스트를 싫어하고 반드시 이기겠다는 마음을 품고 있다. 울트라가디언즈의 7번째 멤버고 라이드 포켓몬은 음번이다. 겉으론 냉정해 보이지만 사실은 자존심이 강하고 친구들에게 잘해준다. 알로라 리그에서 결승까지 올라온 실력자.
하우
- 등장시기: SM
- 성우: 후쿠야마 준 / 김채하

107화에서 등장하는 섬의 왕 할라의 손자다. 파트너 포켓몬은 모크나이퍼와 라이츄다. 처음에는 목표가 할아버지의 큰 시련을 클리어하는 거였지만 클리어하고 나서 목표를 바꿨다. 밝은 성격이고, 지금은 각 섬의 큰 시련을 클리어하기 위해 알로라를 돌며 여행하고 있다.
채두(사이토)
- 등장 시기: 새벽빛의 날개, W
- 성우: 키타무라 에리(새벽빛의 날개) / 히카사 요코(W) / 박리나(새벽빛의 날개) / 가빈(W)

래터럴마을의 체육관장. 표정을 잘 들어내지않고 단걸 좋아한다.
린트(린토)
- 등장 시기: W
- 성우: 아마사키 코헤이 / 이상호

### 봄이의 라이벌
수형(슈우)
- 등장 시기: AG
- 성우: 사이가 미츠키 / 우정신(초중반) / 이영란(후반)

봄이의 라이벌로 상당히 강한 실력을 지닌다.
봄이와의 첫 콘테스트 시합에서 이기고, 호연지방 그랜드페스티벌에서도 이긴다.
관동지방 그랜드페스티벌에서는 봄이한테 패배당한다. 이후 성도지방으로 가서 콘테스트에 나간다.
소지 포켓몬은 로젤리아, 비나방, 앱솔, 플라이곤, 버터플 등이 있다.
할리(할리)
- 등장 시기: AG
- 성우: 카네마루 준이치 / 양석정

봄이의 라이벌 중 하나로 이자벨 섬 콘테스트에서 봄이와 처음 만난다.
봄이만 보면 무조건 열을 내며 봄이가 떨어지길 바라며 봄이를 이기기 위해서는 수단과 방법을 가리지 않는다.
한번은 로켓단 3인조와 동맹을 맺었으나 로켓단 3인조가 번번이 실패하여 동맹을 끊는다.
관동지방 그랜드페스티벌 이후 성도지방으로 가서 콘테스트에 나간다.
소지 포켓몬은 대포무노, 아리아도스, 밤선인, 다크펫, 푸크린 등이 있다.
사희(사오리)
- 등장 시기: AG
- 성우: 타나카 리에 / 문남숙

관동지방 회색시티 출신의 코디네이터로 실력이 상당하다.
수형도 꽤 고전한 상대이기도 하다.
관동 그랜드 페스티벌 준결승전에서 봄이를 완벽하게 꺾고 결승전에 진출하여 그랜드페스티벌에서 우승을 차지한다.
이후 성도지방으로 가서 콘테스트에 나간다.
소지 포켓몬은 라프라스, 버터플, 야도란, 피죤투이다.

### 빛나의 라이벌
소망(노조미)
- 등장 시기: DP
- 성우: 하야미즈 리사 / 문남숙(1기) / 이영란(2~5기)

신오지방 선단시티 출신의 코디네이터이며 실력이 상당하다. 어렸을 때 길가에 버려진 나옹마를 만났으나 부모님의 반대로 인해 몰래 키우다가 선생님한테 들켰으나 선배인 무청이 잘 설득한 덕분에 어릴 때부터 나옹마를 키운다.
빛나와는 축복시티 콘테스트에서 처음 만났으며 빛나를 이기고 결승에 진출한 뒤 우승을 차지한다. 빛나에게 진정한 코디네이터의 자세를 따끔하게 충고한다.
그랜드 페스티벌 결승전에서도 빛나랑 다시 대결하게 되고 빛나를 이기고 우승을 차지한다.
건오(켄고)
- 등장 시기: DP
- 성우: 미타 유코 / 문남숙

떡잎마을 출신의 코디네이터이며 빛나의 소꿉친구이기도 하다. 항상 빛나를 보면 삧나리(삐~까리)라고 부른다. 그러나 그랜드 페스티벌 이후에는 빛나가 동요하지 않자 그만 부르게 된다. 스타팅 포켓몬은 펭도리로, 엠페르트까지 진화했다.
그랜드 페스티벌 1차 심사에서 떨어진다.
이후 물가시티에서 규리한테 콘테스트 기술 스타일 만드는 법을 배우는 중에 지우 일행과 재회한다.
라라(우라라)
- 등장 시기: DP
- 성우: 카와스미 아야코 / 유상우(1~4기) / 박희은 (5기)

빛나의 라이벌 중 하나로 으름마을 콘테스트에서 빛나와 처음 만난다. 윤진컵에 나왔을 때 본인은 1차 심사에서 떨어지고 빛나가 우승을 차지하자 그 때부터 빛나에 대한 질투심을 갖게 된다.
빛나를 이기려고 몇번씩이나 콘테스트 시합에서 만났지만 번번히 진다. 그때마다 빛나가 이긴 것은 운이라고 다짐한다.
산파대회에서는 빛나가 플러시랑 마이농에 대한 트라우마를 갖고 있다는 것을 알고 그걸 부분적으로 이용해 빛나를 위협하기도 하나 그럼에도 우승은 빛나가 차지한다.
시호(나오시)
- 등장 시기: DP
- 성우: 나카이 카즈야 / 양석정(1기) / 신용우(2~5기)

음유시인. 그랜드페스티벌과 신오리그 둘다 출연한다.

### 아이리스의 라이벌
랭글레이
- 등장 시기: BW
- 성우: 후쿠엔 미사토 / 우정신

아이리스의 라이벌. 까칠한 성격으로 드래곤버스터라 불린다. 승부욕이 강하고 얼음 타입 포켓몬을 사용한다. 드래곤 타입 빼고는 진다고 말하지 않는다. 절각참, 배바닐라, 툰베어를 가지고 있다.

### 덴트의 라이벌
카베르네
- 등장 시기: BW
- 성우: 하야마 이쿠미 / 김현지

덴트의 라이벌. 까칠한 성격으로 승부욕이 강하나 실력이 부족해 참가하는 족족 1라운드에서 탈락한다. C급 소믈리에다. 덴트처럼 '새로운 맛보기 타임 시간'이라는 말을 자주 사용한다. 덴트에게 복수하겠다는 마음이 강하다. 소유 포켓몬은 쌍검자비, 바라철록, 바랜드, 불비달마 등이다.

### 세레나의 라이벌
세레나의 라이벌들은 대개 포켓몬 퍼포머이다.
사나
- 등장 시기: XY
- 성우: 코보리 유리에 / 김영은

비익시티에서 개최된 트라이 포카론에서 블랑슈를 이기고 이상해씨와 플라베베와 함께 멋진 묘기를 보여주고 우승하였다.
밀피유
- 등장 시기: XY
- 성우: 하야시 사오리(XY 26화) / 신도 케이(XY 80화 ~ ) / 김새해

파를레 콘테스트에서 세레나와 대결하였다. 버들비마을 트라이 포카론에도 출전했는데 비록 패배했으나 결승까지 진출하는 실력을 보여주었다. 나루림과 수컷 냐오닉스를 가지고 있다.
네네
- 등장 시기: XY
- 성우: 쿠마이 모토코 / 김나율

사나, 밀피유처럼 포켓몬 퍼포머. 이쪽도 비록 패배했으나 그 실력이 호락호락하지 않음을 보여주었다.
아멜리아
- 등장 시기: XY&Z
- 성우: 히카사 요코 / 강시현

프레이시티의 명가 출신의 베테랑 퍼포머. 에브이와 색이 다른 신뇽을 가지고 있다.

### 마마네의 라이벌
신철(하야테)
- 등장 시기: SM
- 성우: 사사키 노조무 / 한신

### 고우의 라이벌
오바람(시게루)
- 등장 시기: 무인편, AG, DP, W

시웅(토키오)
- 등장 시기: W
- 성우: 타카가키 아야히 / 여민정

슌야
- 등장 시기: W
- 성우: 타나베 코스케

라일라
- 등장 시기: W
- 성우: 샤모토 하루카 / 유영

### 리코, 로이의 라이벌
네모
- 등장 시기: LR
- 성우: 키타무라 에리 / 이명호

우르토(울트)
- 등장 시기: LR

## 체육관 관장

### 관동지방 체육관
웅
- 등장시기: 무인편, AG, DP, SM, W(스페셜 에피소드), MP

회색체육관의 관장이다.
이슬
- 등장시기: 무인편, AG, SM, MP

블루체육관의 관장이다.
마티스
- 등장 시기: 무인편

갈색시티 체육관 관장으로 전기 타입을 사용하며 지우에게 첫 패배를 안겨준 인물이다. 파트너는 라이츄이다. 그러나 지우와의 두번째 체육관 시합에서 피카츄의 고속이동으로 인해서 자신의 피카츄때 배우지 못한 것으로 인해 시합에서 진다.
초련
- 등장 시기: 무인편

노랑시티 체육관 관장으로 에스퍼 타입을 사용한다. 어릴 때부터 초능력 연습에만 집중해서 주변엔 친구도 없었고 커서도 어릴 때 자신의 모습과 현재의 자신의 모습으로 살아가서 정신이 좀 이상했지만 지우가 빌린 포켓몬인 고우스트로 웃음을 줘 배지를 건네준다.
민화
- 등장 시기: 무인편

무지개시티 체육관 관장으로 풀 타입을 사용한다. 어릴 적 질퍽이에게 쫓기던 중 냄새꼬와 운명적인 만남을 가졌다. 시합을 하는 도중에 로켓단의 습격으로 인해 지우가 그걸 저지한 덕분에 시합을 하지 않고 지우에게 배지를 건네준다.
독수→도희
- 등장 시기: 무인편, BW

연분홍시티 체육관 관장으로 독 타입을 사용한다. 체육관 내부에 여러 장치를 해서 체육관을 방문하는 도전자들을 혼란스럽게 한다. BW에서는 회상신으로 잠시 등장. 도희는 아직 나온적이 없다.
강연
- 등장 시기: 무인편

홍련섬 체육관 관장으로 불꽃 타입을 사용한다. 지우 일행과는 초면에 변장을 한 모습으로 만나며 수수께끼를 내주며 자신의 체육관으로 인도한다. 화산의 분화로 체육관이 무너지자 야외에서 자신의 마그마와 지우의 리자몽과 배틀을 한다.
비주기→로켓단 3인조
- 등장 시기 :무인편

공식 관장이 없는 상록시티 체육관에 관장으로 들어온 로켓단의 두목 비주기는 수수께끼의 포켓몬 뮤츠로 바람이를 이기고 로켓단 3인조에게 체육관을 맡긴다. 이후 지우가 바람이의 원수를 갚기 위해 상록체육관에 도전하여 로켓단 3인조를 이기고 배지를 차지한다. AG 4기에서는 사천왕 국화가 임시로 관장으로 들어온다.

### 오렌지제도 체육관
강주
- 등장 시기 :무인편

오렌지제도 서귤체육관 관장이다. 소지 포켓몬은 시드라, 거북왕이다. 처음엔 지우를 그저 단순한 꼬맹이라고 얕잡아 보지만 지우가 자신과의 파도타기 시합에서 이기자 지우의 실력을 인정한다.
호남
- 등장 시기: 무인편

오렌지제도 네이블체육관 관장이다. 포켓몬 기술을 이용해 얼음으로 썰매를 만들어 지우와 시합한다.
성기
- 등장 시기: 무인편

오렌지제도 유자체육관 관장이다. 시합할 때 음악을 틀어 춤을 추며 시합한다. 시합할 때에는 서로 같은 타입의 포켓몬으로 시합한다. 사용 포켓몬은 에레브, 나시, 아쿠스타이다.
루리
- 등장 시기: 무인편

오렌지제도 구아바체육관 관장 겸 구아바호텔의 사장이기도 하다. 지우와의 시합에서는 더블배틀로 시합한다. 처음에 지우를 보고 자신의 아들인 효지라고 착각한다.

### 성도지방 체육관
비상
- 등장 시기: 무인편
- 성우: 이시다 아키라

도라지시티 체육관 관장으로 비행 타입을 사용하며 에이스 포켓몬은 피죤투. 새 포켓몬을 끔찍이 좋아한다. 지우와 똑같이 피죤투를 가지고 있으며 고속이동을 사용하며 재빠른 속도로 리자몽을 압도하였으나 지우가 패턴을 파악하고 뒤에서 불꽃 공격을 하고 지구던지기로 공격해 패배. 일본 복장 기모노를 입고 있어서 국내에서는 방영되지 않았지만 지우의 배지 회상에서 잠깐 등장했었다.
호일
- 등장 시기: 무인편
- 성우: 이시카와 히로미 / 이선

고동마을 체육관 관장으로 벌레 타입을 사용한다. 벌레 타입을 화려하다고 여기며 벌레 타입을 업신여기는 소리를 들으면 화낸다. 스라크의 칼춤으로 불꽃을 막아내서 브케인을 고전하게 만들었지만 위에서 불꽃 공격을 받는 바람에 패배한다.
꼭두
- 등장 시기: 무인편

금빛시티 체육관 관장으로 노말 타입을 사용한다. 에이스 포켓몬은 밀탱크이다. 처음엔 지우한텐 밀리는 듯 보였지만 밀탱크로 역전을 한다. 이후 지우와의 두번째 시합에선 밀탱크가 공략당해 진다.
유빈
- 등장 시기: 무인편

인주시티 체육관 관장으로 고스트 타입을 사용한다. 에이스 포켓몬은 팬텀이다. 전설의 포켓몬 칠색조를 만날 수 있었던 소수의 사람들의 후손이다. 300년 동안 모습을 드러내지 않았던 칠색조를 지우가 봤다는 말을 믿지 못했지만 시합을 통해서 믿게 된다.
사도
- 등장 시기: 무인편

진청시티 체육관 관장으로 격투 타입을 사용한다. 항상 훈련을 할 때는 자신한테 포켓몬이 기술을 쓰게 하며 훈련한다. 감동을 잘하는 편이다.
규리
- 등장 시기: 무인편, DP
- 성우: 카카즈 유미 / 차명화

담청시티 체육관 관장으로 강철 타입을 사용한다. 에이스 포켓몬은 강철톤이다. 등대를 비춰주는 전룡이 기운이 없어서 지우 일행이 진청시티에서 얻은 약으로 전룡을 보살핀다. 지우와의 체육관 시합 이후 신오 지방에서 재회한다. 사천왕 대엽과 배틀을 하나 진다.
류옹
- 등장 시기: 무인편

황토마을 체육관 관장으로 얼음 타입을 사용한다. 젊을 적 어느 시합에서 마그마의 공격으로부터 메꾸리를 지키려다 함께 화상을 입는다. 메꾸리가 자신을 위해 약초를 구하러 밖으로 나가는 것을 보고 자신에게 실망한 것으로 오해하여 그때부터 차갑게 변하였다. 그러나 지우 일행이 얼음 속에 갇힌 메꾸리를 구해 주는 걸 보고 마음을 연다.
이향
- 등장 시기: 무인편, BW

검은먹시티 체육관 관장으로 드래곤 타입을 사용한다. 에이스 포켓몬은 신뇽이다. 용의 이빨을 깨끗이 하여 드래곤 포켓몬을 진정시키는 의식을 치른다. 지우와의 체육관 시합 이후 하나지방 데코로라 제도에서 색이 다른 크리만을 잡으려고 오다가 지우와 재회한다. BW 번외편에서는 색이 다른 크리만으로 아이리스의 망나뇽과 시합을 한다.

### 호연지방 체육관
원규
- 등장 시기: AG
- 성우: 시라토리 유리

금탄도시 체육관 관장 겸 트레이너스쿨 선생이다. 바위 타입을 사용한다. 에이스 포켓몬은 코코파스이다. 지우와의 시합에서 배운 것이 많다고 말한다.
철구
- 등장 시기: AG

무로섬 체육관 관장이다. 격투 타입을 사용한다. 에이스 포켓몬은 하리뭉이다. 항상 연습할 때에는 파도타기를 한다. 머리가 파란색이다.
암페어
- 등장 시기: AG

보라시티 체육관 관장이다. 전기 타입을 사용한다. 에이스 포켓몬은 썬더볼트이다. 체육관 내부에 여러 시설들을 장치해 놓는다. 지금껏 지우가 도전한 체육관 관장 중에서 최초로 낙승을 했던 상대이다. 이후 지우와 또 한번 시합을 했고 썬더볼트로 지우의 코터스를 이긴다.
민지
- 등장 시기: AG
- 성우: 나츠키 리오

용암마을 체육관 관장으로 불꽃 타입을 사용한다. 에이스 포켓몬은 코터스이다. 할아버지가 포켓몬 한마디를 터득하기 위한 여행을 떠난 뒤 관장 자리를 물려받는다. 이후 첫 도전자가 바로 지우이다. 지우가 도전할 당시 신인이어서 시합 준비가 어설펐지만, 할아버지와 지우 일행의 도움으로 시합 준비를 제대로 하고 시합에서는 신인 관장답지 않게 좋은 시합을 보여주지만 그의 할아버지가 일본판 복장을 하고 있어서 아쉽게 국내에서는 미방영이 되지만 잠깐 지우의 회상에서 등장한다.
종길
- 등장 시기: AG

등화도시 체육관 관장이자 봄이와 정인이의 아버지이다. 에이스 포켓몬은 발바로와 게을킹이다. 정인이의 동경의 대상이기도 하다. 지우와의 첫 시합에서는 지우가 피카츄 한 마리만으로 시합했기에 낙승을 차지한다. 이후 공식 체육관 시합에서는 지우한테 진다. 그 패배로 인해 정인이는 가족의 자존심 때문에 아버지의 배지도 뺏어간 적이 있었다.
나기(은송)
- 등장 시기: AG

검방울시티 체육관 관장이다. 비행 타입을 사용한다. 에이스 포켓몬은 색이 다른 스왈로이다.
풍, 란
- 등장 시기: AG

이끼시티 체육관 관장이다. 쌍둥이이다. 우주 포켓몬 솔록과 루나톤을 사용한다. 시합을 할 때에는 더블배틀로 한다. 지우와의 시합에서는 서로 호흡이 맞지 않아 티격태격하지만 시합 도중에 로켓단의 습격에서 호흡이 맞게 된다.
윤진
- 등장 시기: AG, W

루네시티 체육관 관장이다. 물 타입을 사용한다. 에이스 포켓몬은 밀로틱이다. 과거에는 코디네이터였으며 그랜드페스티벌에서 우승하였다. 항상 포켓몬을 빠르고 우아하게 키운다. 그리고 약점인 전기 타입과 시합할 때 공격을 방어로 사용하는 전략을 쓴다.

### 신오지방 체육관
강석
- 등장 시기: DP
- 성우: 오인성

무쇠시티 체육관 관장이며 운하시티 체육관 관장 동관의 아들이다. 바위 타입을 사용한다. 에이스 포켓몬은 램펄드이다. 항상 화석을 연구하며 무쇠시티 화석 발굴단의 대장이기도 하다. 자신의 포켓몬인 램펄드도 화석에서 부활시킨 것이다. 지우와의 첫번째 시합에서는 이긴다. 로켓단이 화석을 훔쳐 가자 두개도스가 램펄드로 진화하여 화석을 지킨다. 지우의 2차 도전에서는 진다. 아버지 동관과는 사이가 좋지 않으며 항상 화석에 관한 얘기가 나오면 아버지와 말다툼을 하게 된다. 무쇠시티 체육관 관장 자리도 아버지가 멋대로 떠넘긴 것이다. 운하시티에서 자신의 램펄드가 더 강한지 아버지의 바리톱스가 더 강한지 시합한다. 그러나 로켓단 3인조의 습격에서 서로를 도우며 화해하게 된다.
유채
- 등장 시기: DP
- 성우: 혼다 치에코 / 문남숙

영원시티 체육관 관장이다. 풀 타입을 사용한다. 에이스 포켓몬은 모부기, 로즈레이드다. 풀 타입 포켓몬만 보면 엄청 흥분할 정도로 풀 타입 포켓몬을 좋아한다. 지우 일행과는 영원의 숲에서 처음 만나게 된다. 영원의 숲에서 지우와 첫 시합을 했으며 지우를 이긴다. 공식 체육관 시합에서는 지우한테 진다. 이후 지우 일행과 다시 만나게 되며 동시에 로켓단 3인조랑 만나게 된다. 그리고 로이와 팀을 이뤄 시합을 하는데 선인왕이 재능이 있다는 걸 깨닫고 로이로부터 선인왕을 스카우트한다.
자두
- 등장 시기: DP

장막시티 체육관 관장이다. 격투 타입을 사용한다. 에이스 포켓몬은 루카리오이다. 진철이와 시합할 때 포켓몬과 호흡이 하나도 맞지 않아 완패하고 진철이로부터 "지금까지 이렇게 시시한 시합을 했다"라는 말을 듣고 그 후로는 좀처럼 시합을 하려고 하지 않는다. 그러나 빛나와의 시합에서 자신감을 되찾고 지우와 체육관 시합을 한다. 무승부였으나 지우의 실력을 인정하여 배지를 넘겨준다.
맥실러
- 등장 시기: DP

들판시티 체육관 관장이다. 물 타입을 사용한다. 에이스 포켓몬은 플로젤이다.
항상 호탕한 성격으로 나타난다. 삐딱구리 축제에서 진행위원으로 나온다. 지우의 브이젤의 패기를 보고 브이젤의 상대를 플로젤로 정한다. 암페어 관장을 제외하면 지우가 두번째로 완승을 차지한 상대다.
멜리사
- 등장 시기: DP

연고시티 체육관 관장이다. 고스트 타입을 사용한다. 에이스 포켓몬은 둥실라이드이다. 과거에 코디네이터였으며, 체육관 관장이 되고 나서 자신의 시합 스타일을 찾기 위해 항상 체육관을 비워두는 일이 많다. 지우가 엄청 고전한 상대이기도 하다.
그랜드페스티벌에서 심사위원으로 나온다.
동관
- 등장 시기: DP
- 성우: 야오 카즈키 / 신용우

운하시티 체육관 관장이다. 강철 타입을 사용한다. 에이스 포켓몬은 바리톱스이다. 원래는 무쇠체육관 관장이었으나 운하시티 근처에 있는 화석지인 강철섬에서 화석을 찾기 위해 아들 강석에게 무쇠체육관 관장 자리를 물려주고 운하시티 체육관 관장이 된다. 시합을 할 때에는 항상 방어와 정신력으로 맞선다.
무청
- 등장 시기: DP

선단시티 체육관 관장이다. 얼음 타입을 사용한다. 에이스 포켓몬은 눈설왕이다. 소망의 트레이너 스쿨 선배이자 멘토이기도 하며 트레이너스쿨의 선생이기도 하다. 도전자가 오는 경우가 별로 없어서 아이들을 가르치는 일을 한다. 지우와의 체육관 시합을 치른 이후, 소망이가 리본을 모두 모은 뒤, 빛나가 산파대회에 대비하여 더블 퍼포먼스 연습을 할 때 도와주기도 한다.
전진
- 등장 시기: DP
- 성우: 신용우

물가시티 체육관 관장이다. 전기 타입을 사용한다. 에이스 포켓몬은 렌트라이다. 기계에 관심이 많으며 물가시티 전체의 솔라시스템과 그걸 관리하는 물가타워를 세우기도 한 장본인. 신오지방 체육관 관장 중에서도 가장 강하다. 그러나 물가타워를 세운 이후 갑자기 의욕을 잃은 듯 시합을 안 한다. 그러나 지우와 친구인 대엽과의 시합을 보며 의욕을 되찾아 지우와 체육관 시합을 한다. 그리고 지우에게 배지를 건네준다.

### 하나지방 체육관
팟, 콘, 덴트
- 등장 시기: BW

성신시티의 세 쌍둥이 체육관장. 빨간색 머리는 팟, 파란색 머리는 콘, 초록색 머리는 덴트이다. 원숭이 포켓몬인 바오프, 앗차프, 야나프를 내보내 지우와 시합을 한다.
알로에
- 등장 시기: BW

칠보시티의 체육관장. 노말타입 포켓몬인 하데리어와 보르그를 전문적으로 다루는 아주머니.
아티
- 등장 시기: BW

구름시티의 체육관장.
카밀레
- 등장 시기: BW

뇌문시티의 체육관장.
야콘
- 등장 시기: BW

물풍경시티의 체육관장.
풍란
- 등장 시기: BW

궐수시티의 체육관장.
담죽
- 등장 시기: BW

설화시티의 체육관장.
보미카
- 등장 시기: BW

모란만시티의 체육관장.
시즈
- 등장 시기: BW

기하시티의 체육관장.
사간
- 등장 시기: BW, W

쌍용시티의 체육관장.
체렌
- 등장 시기: BW

부채시티의 체육관장.

### 칼로스지방 체육관
비올라
- 등장 시기: XY
- 성우: 우정신

백단시티의 체육관장으로 팬지의 여동생이다. 벌레타입 포켓몬을 다루며 지우와 함께 시합을 한다. 사용 포켓몬은 비구술과 비비용이다.
자크로
- 등장 시기: XY
- 성우: 신용우

삼채시티의 체육관장. 에이스 포켓몬은 티고라스와 롱스톤이다.
코르니
- 등장 시기: XY, W
- 성우: 김율

사라시티의 체육관장. 에이스포켓몬은 루카리오이며 메가진화를 한다. 포켓몬스터 W 25화에서 재등장해 지우와 대결한다.
후쿠지
- 등장 시기: XY
- 성우: 정재헌

비익시티의 체육관장. 에이스 포켓몬은 고고트이다.
마슈
- 등장 시기: XY
- 성우: 유키노 사츠키 / 김하영

후늬시티의 체육관장. 페어리타입 포켓몬을 전문적으로 다루며 페어리타입 포켓몬들의 말을 알아들을 수 있는 능력을 가지고 있다. 님피아와 슈쁘를 내보내 지우와 시합을 한다. 시합에서 이긴 지우에게 페어리배지를 준다.
고지카
- 등장 시기: XY
- 성우: 소연

향전시티의 체육관장. 에스퍼타입의 냐오닉스 암수 한 쌍을 사용한다. 93화에서 암수 한 쌍의 냐오닉스로 지우의 개굴반장과 파이어로와 함께 배틀을 한다. 시합에서 이긴 지우에게 사이킥배지를 준다.
우르프
- 등장 시기: XY&Z
- 성우: 오오토모 류자부로 / 최석필

이설시티의 체육관장. 지우에게 아이스배지를 준다. 에이스 포켓몬은 크레베이스, 메가 눈설왕을 가지고 있다. 1차에서 개굴닌자가 유대변화를 못해 패배함. 2차에서 승리.

### 알로라지방 체육관 오브 관동
용규
- 등장 시기: SM
- 성우: 후루시마 키요타카 / 김지율 / 아담 이젤리안

### 가라르지방 체육관
금랑
- 등장 시기: 새벽빛의 날개, W
- 성우: 토리우미 코스케(새벽빛의 날개) / 스즈키 타츠히사 / 마츠오카 요시츠구(이상 W) / 위훈

너클시티의 체육관장. 챔피언 단델의 라이벌이다. 소유 포켓몬은 두랄로돈이며 거다이맥스를 한다.
채두
- 등장 시기: 새벽빛의 날개, W

래터럴마을의 체육관장.
아킬
- 등장 시기: 새벽빛의 날개
- 성우: 신가키 타루스케 / 류승곤

터프마을의 체육관장.
야청
- 등장 시기: 새벽빛의 날개
- 성우: 아마미야 소라 / 정혜원

바우마을의 체육관장. 모델로 활동하기도 한다. 새벽빛의 날개에서는 단델에게 졌다.
순무
- 등장 시기: 새벽빛의 날개, LR
- 성우: 토치 히로키

엔진스타디움의 체육관장.
어니언
- 등장 시기: 새벽빛의 날개, W
- 성우: 히로하시 료(새벽빛의 날개) / 미우라 치유키(W) / 문유정(새벽빛의 날개) / 서다혜(W)

래터럴마을의 체육관장. 부끄러움을 잘 타서 항상 마스크를 쓰고 있다(남자인것 같다). 공동묘지에 살며 유령을 본다.
포플러
- 등장 시기: 새벽빛의 날개, W
- 성우: 나가오 아유미(새벽빛의 날개) / 오오토리 요시노(W) / 곽규미(새벽빛의 날개) / 김현심(W)

아라베스크마을의 체육관장.
마쿠와
- 등장 시기: 새벽빛의 날개, 마스터즈
- 성우: 야시로 타쿠(마스터즈) / 현경수(새벽빛의 날개)

키르쿠스마을의 체육관장.
멜론
- 등장 시기: 새벽빛의 날개

키르쿠스마을의 체육관장. 마쿠마의 어머니.
두송
- 등장 시기: 새벽빛의 날개, W
- 성우: 타니야마 키쇼(새벽빛의 날개) / 시모노 히로(W) / 김현욱(새벽빛의 날개) / 김혜성(W)

스파이크마을의 악타입 체육관 관장이자, 옐단이 동경하는 대상. 나중에 마리에게 체육관 관장 자리를 넘겨주려 한다.

### 팔데아지방 체육관
콜사
- 등장 시기: LR
- 성우: 나카이 카즈야 / 윤세웅

보울마을의 체육관장.
모야모
- 등장 시기: LR
- 성우: 혼도 카에데 / 김예림

누룩스시티의 체육관장.
단풍
- 등장 시기: LR
- 성우: 미츠이시 코토노 / 문남숙

세르클마을의 체육관장.
곤포
- 등장 시기: LR
- 성우: 마미야 야스히로 / 이장원

카라프시티의 체육관장.
청목
- 등장 시기: LR, 마스터즈
- 성우: 토리우미 코스케(LR) / 호리우치 켄유(마스터즈) / 강구한

참푸르마을의 체육관장.
라임
- 등장 시기: LR, 방과후의 숨결
- 성우: 사이토 키미코(LR) / 키무라 스바루(방과후의 숨결) / 정유미

프리지마을의 체육관장.
리파
- 등장 시기: LR
- 성우: 나가이 마리코 / 조경이

베이크마을의 체육관장.
그루샤
- 등장 시기: LR, 마스터즈
- 성우: 코바야시 치아키(LR) / 하나에 나츠키(마스터즈) / 한신

나페산의 체육관장.

## 알로라지방의 주인 포켓몬과 동료 포켓몬 / 섬의 왕과 여왕

### 주인 포켓몬과 동료 포켓몬
주인 형사구스
- 등장 시기: SM

동료 영구스
- 등장 시기: SM

동료 형사구스
- 등장 시기: SM

주인 레트라
- 등장 시기: SM

동료 꼬렛
- 등장 시기: SM

동료 레트라
- 등장 시기: SM

주인 약어리
- 등장 시기: SM

동료 맘복치
- 등장 시기: SM

주인 라란티스
- 등장 시기: SM
- 성우 : 시미즈 리사

동료 캐스퐁
- 등장 시기: SM

주인 짜랑고우거
- 등장 시기: SM

동료 짜랑꼬
- 등장 시기: SM

동료 짜랑고우
- 등장 시기: SM

주인 대로트
- 등장 시기: SM

### 섬의 왕과 여왕
할라
- 등장 시기: SM
- 성우: 히야마 노부유키 / 곽윤상

멜레멜레섬의 왕으로 하우의 할아버지이자 격투 타입을 사용한다. 10화에서 지우의 큰 시련의 상대로 등장하며 사용 포켓몬은 오기지게와 하리뭉이다. 하리뭉은 Z기술 전력무쌍격렬권을 쓴다.
라이치
- 등장 시기: SM
- 성우: 사와시로 미유키 / 이명희

아칼라섬의 여왕. 31화에서 임시교사로 등장. 과외를 위해 지우 일행을 아칼라섬으로 데리고 가서 여러가지를 가르쳐 준다. 36화에서는 큰 시련 상대로 등장. 사용 포켓몬은 한낮의 루가루암과 대코파스다.
나누
- 등장 시기: SM
- 성우: 아이자와 마사키 / 성완경

울라울라섬의 왕으로 귀차니스트 성향을 가지고 있고, 의욕 없어 보이면서도 묘하게 불량해 보이는 모습이다. 사용 포켓몬은 악비아르, 알로라의 페르시온, 그리고 깜까미다.
하푸우
- 등장 시기: SM
- 성우: 타케우치 쥰코 / 김서영

포니섬의 여왕. 섬의 왕인 할아버지가 사망 이후 한동안 공석되었다. 전설의 포켓몬 카푸느지느와의 대결에서 이겨 섬의 여왕이 되었다. 사용하는 포켓몬은 골루그와 만마드.

## 사천왕 / 챔피언

### 관동지방 사천왕 / 챔피언
시바
- 등장 시기: 무인편

관동지방의 사천왕 중 한명. 바위타입을 사용하고 에이스 포켓몬은 색이 다른 롱스톤이다.
칸나
- 등장 시기: 무인편

국화
- 등장 시기: AG
- 성우: 스기야마 카즈코 / 지미애

관동지방의 사천왕 중 한명. 고스트 타입을 사용한다. 상록체육관의 임시 관장이다. 체육관에서 자신의 파트너인 팬텀으로 지우의 피카츄를 상대로 시합했으나 몇 번이나 데미지를 입은 끝에 쓰러뜨리는 데 성공한다. 시합 이후 금작화가 지우에게 국화가 사천왕임을 밝히고 이후 로켓단에게 잡힌 피카츄를 골뱃으로 구해 주었다.
목호
- 등장 시기: 무인편, W

관동지방의 사천왕 중 한명. 드래곤타입을 사용한다.

### 호연지방 사천왕 / 챔피언
성호
- 등장 시기: AG, XY, W

윤진
- 등장 시기: AG DP, BW, W

권수
- 등장 시기: AG, W
- 성우: 아이즈카 쇼조 / 장광

101화에서 등장. 호연지방의 사천왕중 한 명. 드래곤 타입을 사용한다. 지우의 시합을 지켜보며 자신의 배 위에서 자신의 쉘곤과 파비코리로 지우의 피카츄와 나무돌이를 상대로 승리하고 자신만만해있던 지우에게 충고를 해준다. 이어 피카츄가 로켓단에게 잡혀가자 파트너인 보만다를 꺼내 일격에 피카츄를 구함과 동시에 로켓단을 날려버린다.

### 신오지방 사천왕 / 챔피언
난천
- 등장 시기: DP, W

오엽
- 등장 시기: DP

충호
- 등장 시기: DP
- 성우: 오노 켄쇼 / 김영선

대엽
- 등장 시기: DP, W

들국화
- 등장 시기: DP

### 하나지방 사천왕 / 챔피언
카틀레야
- 등장 시기: BW, W

노간주
- 등장 시기: BW

### 칼로스지방 사천왕 / 챔피언
즈미
- 등장 시기: XY 최강 메가진화

성호
- 등장 시기: XY&Z 최강 메가진화

파키라
- 등장 시기: XY

드라세나
- 등장 시기: W

간피
- 등장 시기: W
- 성우: 하나와 에이지 / 시영준

### 가라르지방 챔피언
단델
- 등장 시기: 새벽빛의 날개, W
- 성우: 사쿠라이 타카히로(새벽빛의 날개) / 오노 다이스케(W) / 임채헌

가라르지방 챔피언이다. 파트너는 거다이맥스를 할 수 있는 리자몽이다. 지우의 거다이맥스를 한 피카츄와 싸웠지만 단델이 이겼다.

### 팔데아지방 사천왕 / 치프 챔피언
칠리
- 등장 시기: LR, 마스터즈
- 성우: 사이가 미츠키(LR) / 시라이시 료코(마스터즈) / 양정화

뽀삐
- 등장 시기: LR, 마스터즈
- 성우: 타카기시 미리아(LR) / 나가나와 마리아(마스터즈) / 조경이

모란
- 등장 시기: LR
- 성우: 히로하시 료 / 김하루

팔자크
- 등장 시기: LR
- 성우: 오키아유 료타로 / 임채헌

테사
- 등장 시기: LR, 마스터즈
- 성우: 코바야시 사나에(LR) / 나나미 히로키(마스터즈) / 정남

## 배틀시설 관장

### 배틀 프론티어 브레인

#### 관동지방 프론티어 브레인
다트라
- 등장 시기: AG

배틀 팩토리의 프론티어 브레인이다. 기계를 개발하는 것이 취미이며 전설의 새 포켓몬 중 하나인 프리져를 친구로 두고 있다. 지우와의 시합에서 프리져로 시합한다.
나리
- 등장 시기: AG

배틀 아레나의 프론티어 브레인이다. 시합을 할 때에는 룰렛으로 시합 방식을 정한다. 불타오르는 열정은 지우랑 지나치게 닮았다. 진청 체육관 관장 사도와 무로 체육관 관장 민구를 존경한다.
하인즈
- 등장 시기: AG

배틀 돔의 프론티어 브레인이다. 더블 배틀로 시합을 하며 항상 완벽한 콤비네이션을 짠다.
다슬
- 등장 시기: AG

배틀 튜브의 프론티어 브레인이다. 항상 냉철해 보이지만 의외로 약한 면이 있다. 시합을 할 때에는 방어 없이 항상 공격만 한다. 지우가 도전할 때에는 원래 쉬는 날이었지만 웅이한테 마음이 가자 지우의 도전을 받아 준다.
우근
- 등장 시기: AG

배틀 펠리스의 프론티어 브레인이다. 시합할 때에는 항상 느긋해 보이지만 실력은 무시할 수 없다. 자연과 하나 되는 정신으로 시합에 임한다.
리라
- 등장 시기: AG

배틀 타워의 프론티어 브레인이다. 포켓몬과 마음을 교감할 수 있는 능력을 지녔다. 시합을 할 때에도 마음속으로 지시를 내린다. 지우한테 지고 나서 심볼을 주고 헤어질 때 지우한테 반한 듯하다. SM에서 원작과 마찬가지로 재등장할 가능성이 있다.
기선
- 등장 시기: AG, DP

배틀 피라미드의 프론티어 브레인이다. 항상 배틀 피라미드로 전국을 떠돌며 유적 조사를 하며 희귀한 포켓몬을 잡는 학자이기도 하다. 지우가 멋대로 유적 안에 있던 돌공을 만져 포케란티스 왕의 영혼에 빙의당해 폭주할 때 그걸 저지한다. 지우가 2차 도전에서 졌을 때 지우한테 진정한 배틀이 어떤 건 지 충고를 해주기도 한다. 그후 지우의 3차 도전에서 지고 심볼을 건네준다. 이후 신오지방 선단시티로 와서 선단신전에 잠든 레지기가스를 조사하려다 포켓몬 사냥꾼 제이의 습격으로부터 레지기가스를 진정시킨다.

#### 신오지방 프론티어 브레인
종수
- 등장 시기: DP

신오지방 배틀 타워 프론티어 브레인으로, 용식의 아버지이다. 용식이 동경하는 대상이기도 하다. 떡잎 축제 포켓몬 배틀 대회의 특별 시합에서 지우를 이긴다.

### 하나지방 서브웨이 마스터
상행
- 등장 시기: BW

하행
- 등장 시기: BW

## 악당

### 로켓단
대표적으로는 로사, 로이, 나옹으로 된 3인방 팀이 있다.    
무사시(로사)
- 등장 시기: 무인편, AG, DP, BW, XY, SM, W, MP
- 성우: 하야시바라 메구미 / 이선(무인편) / 우정신(AG ~ )

로켓단의 일원으로 항상 지우의 피카츄를 노리고 있으나 공격과 동시에 '불쌍한 내 인생' 같은 대사와 함께 종종 실패해왔다. AG와 DP에서는 포켓몬 코디네이터에도 도전했다. 코디네이터 실력이 점점 향상 되었지만 봄이나 빛나에 비해서는 실력이 부족하다.
화가 나면 굉장히 무섭고 누가 말려도 듣지 않는다. 로켓단 3인방에선 서열 1위. 그 중 같은 로켓단인 로미를 가장 싫어하고 하는 일마다 가로채려고 계획을 세우거나 방해한다.
예전에 로사의 엄마는 로켓단에서 꽤 뛰어난 실력을 발휘했으나 실종되어 로사는 부잣집에 맡겨졌다. 그 이후로 아이돌, 간호순이 되려고 노력했으나 실력이 부족하여 포기하고 자전거 폭주족이 되었다가 로켓단에 들어가게 되었다.
과거에 아이돌이 되는 게 꿈이었는지 카메라만 보면 흥분한다. 이 때문에 종종 작전이 실패하는 경우가 많았다.
원래 로사는 로켓단 내에서는 성적이 좋은 편이었으나 지우를 만나고서부터 일이 꼬이기 시작했다. 로켓단 3인방은 무인편 초반까지만 해도 비주기의 상당한 신뢰를 받았으나 점점 신뢰를 잃고 존재감을 잃어갔다. 그러나 BW에서 다시 비주기의 신뢰를 받아 미션을 수행한다.
BW에서는 예전보다 훨씬 진지한 모습을 보이며 시시한 악당이란 이미지에서 탈피했다. W147화에서 지우와 함께 하차한다.
코지로(로이)
- 등장 시기: 무인편, AG, DP, BW, XY, SM, W, MP
- 성우: 미키 신이치로 / 故 김일(무인편) / 김영선(AG ~ )

로켓단의 일원으로 항상 지우의 피카츄를 노리고 있으나 번번이 실패한다. 로사가 화가 나면 로사의 눈치를 보는 편이며, 병뚜껑을 굉장히 좋아하여 수집한다.
어릴적 자신을 잘 따랐던 반려동물 가디를 좋아한다. 굉장한 부잣집 아들로, 관동에 있는 집 외에도 호연과 신오에도 별장이 있다. 그러나 약혼녀 로미카가 싫어서 가출을 하여 자전거 폭주족이 되었고, 로켓단에 들어가 로사를 만나게 되었다. 가출한 이후에도 부모님을 피해다니고 있다.
항상 로사한테는 당하는 듯 보이나 의외로 로사보다 작전을 잘 짜내는 모습을 보이는 경우도 있다. 그리고 초창기엔 로사에 버금가는 다혈질적인 모습도 보였으며 같은 로켓단원이었던 로젠과 마찬가지로 이름을 잘못 불릴 때마다 항상 화를 낸다. W147화에서 지우와 함께 하차한다.
냐스(나옹)
- 등장 시기: 무인편, AG, DP, BW, XY, SM, W, MP
- 성우: 이누야마 이누코 / 최원형(무인편) / 박지훈(AG 1~2기) / 오인성(AG 3기 ~ )

로켓단의 일원으로 포켓몬이지만 두 발로 서서 다닐 줄 알고, 말을 한다. 가끔 포켓몬과 사람 사이의 말을 통역해주는 역할을 하기도 하며, 마구할퀴기로 우동면발을 만들 줄도 안다.
그렇지만 할 줄 아는 기술은 마구할퀴기밖에 없으며 포켓몬으로서는 굉장히 약해 시합은 할 줄 모른다.
예전에 몰래 트럭을 타고 도시로 가게 되었고 도둑고양이 무리에 들어가게 되었다. 부잣집 암컷 나옹에게 사랑에 빠져 나옹의 마음을 얻기 위해 몰래 사람의 말을 배웠다. 그러나 고백을 했지만 차여서 나쁜 마음을 먹고 로켓단에 들어갔고, 로사와 로이를 만나게 되었다.
비주기에게 인정받아 비주기가 사랑하는 페르시온의 자리를 빼앗는 것이 꿈이다. W147화에서 지우와 함께 하차한다.
소난스(마자용)
- 등장 시기: 무인편, AG, DP, XY, SM, W, MP

로미(야마토)
- 등장 시기: 무인편, W

로켓단의 또다른 일원 시절 로사와는 라이벌 관계이며 사이가 좋지 않았다. 로켓단의 임무에 자주 성공을 했으나 지우 일행 등과 대면 시 임무에 실패한다. 비주기에게 총애를 받았다. 로사네 팀과는 달리 엘리트 취급을 받았으나 임무, 실패, 설교, 반성문 등에 지쳐 추에 본업인 로켓단을 그만두고 카페 사장인 다른 직장을 가지게 되는 선택을 했다.
로젠(코자부로)
- 등장 시기: 무인편, W

로켓단의 또다른 일원 시절 로미와 함께 활약했다. 로켓단의 임무에 자주 성공을 했으나 지우 일행 등과 대면 시 임무에 실패한다. 비주기의 총애를 총애를 받았다. 로이네 팀과는 달리 엘리트 취급을 받았으나 임무, 실패, 설교, 반성문 등에 지쳐 추후에 본업인 로켓단을 그만두고 제빵사인 다른 직장을 가지게 되는 선택을 했다.
같은 로켓단원이었던 로이와 마찬가지로 이름을 잘못 불릴 때마다 항상 화를 낸다.
척척박사
- 등장 시기: 무인편, DP

로켓단 내의 과학자이다.
항상 로켓단 일원들이 자신의 이름을 정확하게 부르지 못하면 흥분한다.
제게르박사
- 등장 시기: BW

마트리
- 등장 시기: SM, W
- 성우: 아사이 키요미 / 김하영(SM) / 강은애(SM 3기, W)

로켓단의 상위 간부이다. 비주기의 비서이면서 로켓단 정예부대인 마트리 매트릭스의 리더이다.
비주기
- 등장 시기: 무인편. AG, DP, BW, XY&Z, SM, W
- 성우: 스즈오키 히로타카(무인편 ~ AG) / 미야케 켄타(DP ~ 현재) / 장호비(무인편) / 양석정(AG 초반) / 김일(AG 후반) / 신용우(DP ~ 현재)

로켓단 두목 일원이다. 항상 페르시온을 데리고 다닌다. 무능한 바보 로켓단 3인조 때문에 골치를 썩는 경우가 많다. BW에서는 메로엣타의 노래를 이용해 무서운 음모를 꾸미기도 했다.

### 마그마단
호연지방의 악의 조직, 아쿠아단이랑은 다른 악의 조직으로 만날 때마다 서로 싸운다.
호걸
- 등장 시기: AG

마그마단의 간부이다. 다소 성질이 급한 편이며 행동이 앞서는 편이다.
마적
- 등장 시기: AG

마그마단의 리더이다. 그란돈을 조종하려고 쪽빛구슬을 가지고 있었으나 지우의 피카츄가 그것을 흡수하여 실패한다.

### 아쿠아단
호연지방의 또 다른 악의 조직, 마그마단이랑은 만날 때마다 서로 싸운다.
이연
- 등장 시기: AG

아쿠아단의 간부이다.  항상 냉정한 판단력으로 무시무시한 일을 꾸민다.
아강
- 등장 시기: AG

아쿠아단의 리더이다. 주홍구슬을 흡수하여 가이오가를 조종하였으나 지우 일행과 챔피언 목호가 저지하는 바람에 실패한다.

### 갤럭시단
신오지방의 악의 조직. 로켓단이 가진 애교스러운 면마저 거의 없는 철두철미한 악의 단체이다.
새턴
- 등장 시기: DP, W

갤럭시단 간부이다. 주로 독개굴을 사용한다. 로켓단 3인조를 이용해 금강옥과 백옥을 빼돌리거나 장막시티에서 운석을 훔치거나 천관산 이곳저곳을 파헤쳐 창기둥으로의 입구를 찾아내는 등의 일을 한다.
마스
- 등장 시기: DP, W

갤럭시단 간부이다. 주로 몬냥이를 사용한다. 강철섬에서 창열쇠의 에너지를 이용해 강철유적으로 창기둥의 위치를 알아내는 일을 한다. 이 때문에 강철섬 주변의 강철 포켓몬들이 난동을 부린다.
주피터
- 등장 시기: DP, W

갤럭시단 간부이다. 주로 스컹탱크를 사용한다. 골풀무제철소에서 빨강쇠사슬을 만드는 일을 지휘한다.
플루토
- 등장 시기: DP

갤럭시단의 과학자이다. 빨강 쇠사슬을 만들어 내고 그 파편을 남겨 국제경찰 수사관 핸섬을 함정에 빠뜨린다.
태홍
- 등장 시기: DP

갤럭시단의 두목이다. 갤럭시단을 결성해 이들을 이용하여 디아루가와 펄기아를 불러내어 그들을 조종하여 새로운 세계를 창조해 내려고 했다. 지우 일행이 그걸 저지한 후 혼자 디아루가와 펄기아의 힘으로 만들어진 세계로 들어간다.

### 플라스마단
하나지방의 악의 조직. 모든 포켓몬을 조종한다. 전설이라 불리는 포켓몬(레시라무)도 조종을 한다.
블러드
- 등장 시기: BW

엔지
- 등장 시기: BW

아크로마
- 등장 시기: BW

게치스
- 등장 시기: BW

### 플레어단
칼로스지방의 악의 조직. 지가르데를 찾으러 다닌다.
아케비
- 등장 시기: XY

코레아
- 등장 시기: XY

바라
- 등장 시기: XY

모미지
- 등장 시기: XY

크세로시키
- 등장 시기: XY

플라드리
- 등장 시기: XY 최강 메가진화, XY&Z
- 성우: 테즈카 히데아키 / 안장혁

플레어단의 보스.

### 스컬단
터퍼
- 등장 시기: SM

랩
- 등장 시기: SM

지프
- 등장 시기: SM

플루메리
- 등장 시기: SM

스컬단의 간부.
구즈마
- 등장 시기: SM
- 성우: 카세 야스유키 / 황창영

스컬단의 보스. 예전에 쿠쿠이와 같이 할라의 제자였지만 할라의 가르침에 반항하고, 쿠쿠이와 배틀했을 때도 한 번도 이기지 못해서 결국 뛰쳐나가 스컬단을 세웠다. 질만한 싸움은 처음부터 도망가고 이길 만한 싸움만해서 무패의 제왕이라고 불린다. 지우와의 배틀에서 정신을 차리고 변화했다.

### 옐단
조무래기
- 등장 시기: 새벽빛의 날개, W

이름은 정해지지 않고 그냥 조무래기라고 불린다.
두송
- 등장 시기: 새벽빛의 날개, W

마리
- 등장 시기: 새벽빛의 날개, W
- 성우: 이시카와 유이(새벽빛의 날개) / 오구라 유이(W) / 김가령(새벽빛의 날개) / 박리나(W)

두송의 동생. 나중에 두송에게 체육관 관장을 맡아달라는 부탁을 받지만 이를 거절한다.

### 메크로코스모스
로즈
- 등장 시기: 새벽빛의 날개, W
- 성우: 야마지 카즈히로(새벽빛의 날개) / 마츠다 켄이치로(W) / 현경수(새벽빛의 날개) / 최한(W)

메크로코스모스의 사장.
올리브
- 등장 시기: 새벽빛의 날개, W
- 성우: 나가노 아유미(새벽빛의 날개) / 유야 아츠코(W) / 김채하(새벽빛의 날개) / 김도영(W)

로즈의 비서.

### 익스플로러즈
기베온
- 등장 시기: LR
- 성우: 하야미 쇼 / 최낙윤

함베르(한벨)
- 등장 시기: LR
- 성우: 콘노 히로노리 / 이규창

아메시오(아메지오)
- 등장 시기: LR
- 성우: 호리에 슌 / 심규혁

지르(질)
- 등장 시기: LR
- 성우: 타나베 코스케

코니아
- 등장 시기: LR
- 성우: 시다 아리사 / 장예나

스피넬
- 등장 시기: LR
- 성우: 후루카와 마코토 / 김신우

산호(산고)
- 등장 시기: LR
- 성우: 오오타니 이쿠에 / 장미

오닉스(오니키스)
- 등장 시기: LR
- 성우: 오노데라 유우키 / 한복현

어게이트(아게트)
- 등장 시기: LR
- 성우: 마이하네 미미 / 사문영

인디
- 등장 시기: LR
- 성우: 테라시마 준타

루벨라
- 등장 시기: LR
- 성우: 요시노 로빈

## 기타
영자(하나코)
- 등장 시기: 무인편, AG, DP, BW, SM, W
- 성우: 토요시마 마사미 / 차명화(무인편, 극장판 1~3기), 이영란(AG~DP), 윤승희(BW), 조경이(XY), 김하영(SM 2기까지, 극장판 20기) / 강은애 (SM 3기부터, W)

지우의 엄마.
여경(준사)
포켓몬스터 경찰로 어느 마을 어느 지방을 가든 얼굴이랑 옷이 똑같다. (오렌지제도에서는 옷의 색깔이 다르다.)
하나지방부터는 모습이 다른 여경이 나오고있다. 웅이가 좋아한다.
간호순(조이)
포켓몬스터 의사 겸 간호사로 역시 어느 마을에 가도 옷이랑 얼굴이 똑같다. (오렌지제도에서는 옷의 색깔이 다르다.)
하나지방과 칼로스지방에서는 모습이 다른 간호순이 나오고있다. 웅이가 좋아한다.
오박사(오키드박사)
- 등장 시기: 무인편, AG, DP, BW, SM, W
- 성우: 故 이시즈카 운쇼(무인편~SM 전기), 호리우치 켄유(SM 후기) / 구자형(무인편), 장광(AG~DP), 신용우(DP~W)

포켓몬 연구에 있어서 가장 유명한 인물로 포켓몬에 대한 많은 해박한 지식을 가지고 있다. 극장판 4기에서 본명이 '오용호'(오키드 유키나리)라고 밝혀졌다.
무인편에서는 지우와 화상통화를 많이 했지만 그 이후로는 무인편에 비해서는 잘 등장하지 않는다.
지우의 질뻐기에 자주 깔리곤 하며, 포켓몬에 대한 주제로 시를 만들어 읊는 것을 좋아한다.
털보박사
- 등장 시기: AG
- 성우: 타치키 후미히코 / 최한

호연지방의 포켓몬 연구자이자 오박사의 후배로 봄이에게 아차모를 주었다. 엉뚱한 면이 있지만 포켓몬에 관한 일이라면 진지하게 생각하고 아낀다.
마박사
- 등장 시기: DP, W
- 성우: 카유미 이에마사 / 오인성(DP), 이광수(W)

신오지방의 포켓몬 연구자. 빛나에게 팽도리를 주었다.
오박사의 대학교 선배이며, 진화연구의 선구자다.
주박사(아라라기박사)
- 등장 시기: BW
- 성우: 신도 나오미 / 안영미

하나지방의 포켓몬 연구자. 신참 트레이너에게 스타팅 포켓몬을 차례대로 보여준다.
주누운박사(아라라기박사)
- 등장 시기: BW
- 성우: 호리우치 켄유 / 오인성

주박사의 아버지.
플라타느박사
- 등장 시기: XY
- 성우: 츠치다 히로시 / 강호철

칼로스지방의 포켓몬 연구자. 메가진화에 대하여 잘 알고 있으며 쿨한 성격이다.
쿠쿠이박사
- 등장 시기: SM, W
- 성우: 나카가와 케이이치 / 한신

알로라지방의 포켓몬 연구자이자 포켓몬 스쿨의 담임이다. 또한 최초로 지우의 보호자 역할을 맡은 연구자이다. 송호 오와는 달리 기술에 대한 드립이 많다. W 37화에서 재등장한다.
송호 오(나리야 오키드)
- 등장 시기: SM, W
- 성우: 故 이시즈카 운쇼(SM 전기) / 호리우치 켄유(SM 후기) / 신용우

오박사의 사촌. 오바람의 재종조부.
말끝마다 포켓몬 이름과 관련한 장난을 친다.
채박사(사쿠라기박사)
- 등장 시기: W
- 성우: 나카무라 유이치 / 황창영

관동지방 갈색시티에 만들어진 채박사 연구소의 소장인 포켓몬 박사.
지우와 고우의 모험을 서포트하면서, 연구소에서 포켓몬 연구를 수행한다.
숙희(키쿠나)
- 등장 시기: W
- 성우: 센본기 사야카 / 장예나

채박사의 조수. 짙은 파란 머리의 여성이다.
렌지
- 등장 시기: W
- 성우: 칸제 노리아키 / 김민주

채박사의 조수. 노란 머리에 안경을 쓴 젊은 남자이며, 프랑소와즈라는 별명의 코일을 파트너로 두고 있다. 팬텀에게 항상 먼저 당하며 상당히 겁이 많은 모습을 보여준다.
매그놀리아박사
- 등장 시기: W
- 성우: 츠다 쇼코 / 이선주

가라르지방의 포켓몬 연구자. 다이맥스를 연구하고 있다.
소니아
- 등장 시기: 새벽빛의 날개, W
- 성우: Lynn(새벽빛의 날개) / 이노우에 마리나(W) / 강시현(새벽빛의 날개) / 박신희(W)

매그놀리아박사의 손녀이자 젊은 연구자 여자를 좋아한다.
호브
- 등장 시기: 새벽빛의 날개, 에볼루션즈, W
- 성우: 산페이 유코(새벽빛의 날개) / 이리노 미유(에볼루션즈) / 요시나가 타쿠토(W) / 김다올(에볼루션즈) / 이경태(W)

단델의 동생.
강산
- 등장 시기: 무인편

오렌지제도 리그의 헤드 트레이너. 에이스 포켓몬은 망나뇽이며 강산이 헤드 트레이너가 된 이래로 승리에 전당에 등록된 트레이너는 없었다.
지우가 오렌지리그 위너스컵에서 강산의 망나뇽을 이김으로써 승리의 전당에 오르게 된다.
수호
- 등장 시기: 무인편

인주시티 체육관 관장 유빈의 친구로 전설의 포켓몬을 조사하러 다니는 것이 취미이다.
지우가 스이쿤과 칠색조를 봤다는 것을 믿지 않고 지우가 자신을 이긴다면 인정하겠다고 시합을 신청하기도 했다.
로켓단이 방울탑 내에 있는 투명방울 하나를 망가뜨려 방울탑 주변의 포켓몬들이 폭주해 엉망이 된 마을을 칠색조가 원상태로 돌려 놓은 후 다시 전설의 포켓몬을 조사하러 여행길에 나선다.
금작화
- 등장 시기: AG

배틀 프론티어의 주인. 프론티어 브레인 후보로 걸맞은 실력 있는 트레이너들을 찾아다니며 지우에게 배틀 프론티어의 제패의 길로 들어가게 한 장본인이다.
진환
- 등장 시기: DP

진철의 형. 과거에 관동, 성도, 호연, 신오지방의 모든 체육관을 돌아다녔고, 배틀 프론티어 브레인 후보로 프론티어 제패에 도전했으나 배틀 피라미드에서 기선에게 완패하여 그 후에는 고향으로 돌아와 포켓몬 키우미 일을 하고 있다. 지우와 진철에게 풀배틀을 제안하여 서로를 인정하게 하는 발판을 마련한다.
윤진
- 등장 시기: DP, W
- 성우: 모리카와 토시유키 / 오인성(DP) / 이주승(W)

콘테스트 마스터이며, 과거에는 루네시티 체육관 관장이었다. 빛나에게 윤진컵에 참가하도록 제안한 장본인이기도 하다. 윤진컵에서 심사위원으로 나온다.
팬지(판지)
- 등장 시기: BW, XY

포켓몬스터 베스트위시에서 선행 등장한 저널리스트이다. 칼로스지방의 백단체육관 관장인 비올라의 언니이다.
마농
- 등장시기: XY 최강 메가진화, XY&Z
- 성우: 코마츠 미카코 / 정혜원

블랑슈
- 등장시기: XY

XY 60화에서 처음으로 등장하는 포켓몬 퍼포머. 암수 한 쌍의 냐오닉스를 데리고 트라이포카론에 참여하였다. 블랑슈라는 이름은 프랑스어로 흰색이라는 뜻이다.
엘르(영칭-Aria)
- 등장시기: XY
- 성우: 이노우에 마리나 / 조경이

칼로스퀸으로 아젤리아에게 인정받고 있는 최고 레벨의 포켓몬 퍼포머. 세레나와 사나가 동경하는 대상이다. 트라이포카론 마스터클래스 결승전에서 세레나와 시합을 했는데 이때도 승리하여 칼로스퀸의 자리를 지켰다. 마폭시, 프레프티르, 비비용을 가지고 있다.
아젤리아
- 등장 시기: XY
- 성우: 사쿠마 레이 / 안경진

트라이 포카론의 심사를 전담하는 노파. 사실은 초대 칼로스 퀸. 마스터 클래스에서 패배한 세레나를 두 차례 스카웃하려 했으나 세레나는 두번 다 사양하였다. 두번째 사양됐을 때는 호연 지방의 포켓몬 콘테스트 참가를 권한다.
타르링(구루밍)
- 등장 시기: LR
- 성우: 아오야마 요시노 / 조현정

니드퀸 인형옷을 입고 있는 수수께끼의 영상 투고자. 타르링의 정체는 라이징 볼트태클즈의 도트였다.
안
- 등장 시기: LR
- 성우: 오가타 유우나 / 장예나

리코의 학교 룸메이트.
알렉스
- 등장 시기: LR
- 성우: 카와시마 토쿠요시 / 이민규

리코의 아버지이자 화가.
루카
- 등장 시기: LR
- 성우: 쿠와시마 호코 / 홍수정

리코의 어머니이자 교사이며, 라이징 볼트태클즈에게 리코의 보디가드를 의뢰한 인물.
다이애나
- 등장 시기: LR
- 성우: 요시자와 키리

리코의 할머니.
로이의 할아버지
- 등장 시기: LR
- 성우: 우라야마 진 / 서반석

### 에테르재단
루자미네
- 등장 시기: SM, W
- 성우: 사카키바라 요시코 / 김보영

에테르재단의 대표로 릴리에와 글라디오의 어머니.
몬
- 등장 시기: SM, W
- 성우: 사이토 지로 / 윤용식

릴리에와 글라디오의 아버지.
비케
- 등장 시기: SM, W
- 성우: 후지무라 치카 / 이새아

자우보
- 등장 시기: SM, W
- 성우: 마도노 미츠아키 / 심규혁

버넷박사
- 등장 시기: SM, W
- 성우: 코쿠류 사치 / 김율

### 프로젝트 뮤 탐사대
백운(츠루기)
- 등장 시기: W
- 성우: 카미야 히로시 / 김지율

태화(아사히)
- 등장 시기: W
- 성우: 시라이시 료코 / 김채하

무학 박사(호다카 박사)
- 등장 시기: W
- 성우: 니시지마 요이치 / 권성혁

프로젝트 뮤 탐사대의 리더.

### 라이징 볼트태클즈
프리드박사
- 등장 시기: LR
- 성우: 야시로 타쿠 / 윤용식

캡틴 피카츄
- 등장 시기: LR
- 성우: 오오타니 이쿠에

프리드박사의 파트너. 라이징 볼테커즈의 대장 포켓몬.
지우의 피카츄와 비슷하며, 자신의 머리에 캡틴 모자가 씌여 있다.
올라(오리오)
- 등장 시기: LR
- 성우: 사쿠라 아야네 / 정유정

메카 담당. 파트너는 메타그로스.
머독
- 등장 시기: LR
- 성우: 미야케 켄타 / 서반석

요리 담당. 파트너는 암멍이.
몰리(모리)
- 등장 시기: LR
- 성우: 신도 케이 / 가빈

치료 담당. 파트너는 럭키.
러들로(랜드)
- 등장 시기: LR
- 성우: 주쿠 잇큐 / 민승우

낚시꾼. 파트너는 누오.
도트
- 등장 시기: LR

### 오렌지 아카데미
클라벨
- 등장 시기: LR
- 성우: 오오바 마히토 / 설영범

오렌지 아카데미의 교장으로서 주인공들의 입학을 안내해준다.
테사
- 등장 시기: LR, 마스터즈
- 성우: 코바야시 사나에(LR) / 나나미 히로키(마스터즈) / 정남

오렌지 아카데미의 이사장으로서 주인공들의 입학을 안내해준다.
지니어
- 등장 시기: LR, 마스터즈
- 성우: 하타나카 타스쿠(LR) / 우에하라 유우키(마스터즈) / 남도형

오렌지 아카데미의 생물 교사.
운향
- 등장 시기: LR
- 성우: 마츠이 에리코 / 김나율

오렌지 아카데미의 배틀학 교사로 등장하여 주인공들의 훈련을 돕는다.